# Церква святого архістратига Михаїла (Бобулинці)
Церква святого архистратига Михаїла в Бобулинцях — парафіяльний храм греко-католицької громади Бучацького деканату Бучацької єпархії Української греко-католицької церкви в селі Бобулинцях Чортківського району Тернопільської области в Україні.

## Історія церкви
У 1830 році в селі Бобулинцях збудували новий храм на місці, де раніше стояв дерев'яний, спалений багато років тому.
До 1946 року парафія і храм належали до УГКЦ. У період з 1946 по 1989 рік церква була зачинена більшовицькою владою і використовувалася як склад. Після виходу УГКЦ з підпілля греко-католицька громада, що повернулася в лоно церкви у 1990 році, не змогла відвідувати свій храм, оскільки його зайняла громада РПЦ. Попри судове рішення, яке дозволяло почергове богослужіння, православні віряни не допустили греко-католиків до храму.
Через це з 1993 року греко-католики почали проводити богослужіння біля хреста, а згодом — біля символічної могили воїнам УПА. У 1998 році громада УГКЦ розпочала будівництво нового храму — святого Архистратига Михаїла. 21 листопада 2000 року його освятив єпископ Бучацької єпархії Іриней Білик, ЧСВВ.
При парафії діють: братство «Апостольство молитви», Вівтарна дружина та біблійний гурток.

## Парохи
- о. Король,
- о. Зиновій Монастирський,
- о. Іван Сеньків,
- о. Григорій Канак,
- о. Ярослав Зарубайло (з 1992).